# Álex Márquez
Pour les articles homonymes, voir Márquez.
Álex Márquez, né le 23 avril 1996 à Cervera (Espagne), est un pilote de vitesse moto, champion d'Espagne Moto3 2012, champion du monde 2014 Moto3 et champion du monde Moto2 2019.
Pour la saison 2019, il évolue dans l'équipe Marc VDS Racing, en championnat Moto2, aux côtés de l'Espagnol Xavi Vierge. Il est champion du monde 2019 de Moto2 sur une Kalex de l'équipe Marc VDS.
Son titre de champion du monde lui permet d'accéder au championnat MotoGP, rejoignant ainsi son frère Marc Márquez, au sein de l'équipe Honda Repsol.
Pour la saison 2021, il laisse son guidon dans l'équipe officielle Honda Repsol au profit de Pol Espargaró et rejoint l'équipe satellite LCR Honda dirigée par Lucio Cecchinello aux côtés de Takaaki Nakagami.

## Famille
Il est le frère cadet de Marc Márquez, multiple champion du monde Grand Prix moto.

## CEV
Álex Márquez portant le no 23 débute en championnat d'Espagne 125 cm3 en 2010 avec l'équipe Monlau Competicion. Il ne participe pas à la première course de la saison du fait qu'il n'a pas l'âge requis (14 ans). Il termine 11e de sa première saison en participant à seulement trois courses. L'année suivante, il manque le titre de peu face à son coéquipier Álex Rins et termine donc vice-champion CEV 125. En 2012, Álex est sacré champion d'Espagne Moto3. Son frère Marc n'a jamais remporté ce championnat.

## Moto3
En 2012, Álex commence en parallèle sa carrière internationale en Moto3, lors du Grand Prix moto d'Espagne de 2012 en tant qu'invité (wildcard) au guidon d'une Suter MMX3 de l'équipe Estrella Galicia 0'0 où il termine dans les points à la 12e place puis participe au Grand Prix moto du Portugal et au Grand Prix moto de Catalogne et se classe respectivement 15e et 6e avec le meilleur tour en course. À partir du Grand Prix moto d'Indianapolis, il remplace le pilote Simone Grotzkyj dans l'équipe Ambrogio Racing mais ne termine pas la course. Il termine 21e à Brno et abandonne à Misano puis finit dans les points à chaque course. Lors du Grand Prix moto de la Communauté valencienne, Álex tombe sur une piste mouillée alors qu'il avait pris le commandement de la course devant Luis Salom et Miguel Oliveira. Il termine à la 20e position au classement général avec 27 points.
En 2013, Álex rejoint le championnat du monde Moto3 avec le no 12 aux côtés d'Álex Rins toujours avec l'équipe Estrella Galicia 0'0. Il monte sur son premier podium au Grand Prix d'Indianapolis et fait cinq podiums dans la saison. Le 27 octobre 2013, il gagne sa première course lors du Grand Prix moto du Japon,, cette fois avec une KTM RC250GP. Il finit la saison 4e au général et remporte le titre de Rookie of the Year.
Après que son équipe ait renoué avec le constructeur japonais Honda (NSF250RW), Álex commence la saison 2014 avec une 2e place lors du Grand Prix moto du Qatar. Il chute dans le dernier tour du Grand Prix suivant puis termine 2e du Grand Prix moto d'Argentine. Après une 7e place à Jerez et une 5e place au Grand Prix moto de France, il chute à nouveau dans le dernier tour du Grand Prix moto d'Italie se faisant emporter par l'Australien Jack Miller. Lors du Grand Prix moto de Catalogne, Álex réalise la première pole position de sa carrière et remporte son Grand Prix national ainsi que le Grand Prix suivant à Assen tout comme son frère aîné Marc Marquez également sur une moto Honda dans la catégorie reine. Grâce à ses deux victoires, il remonte dans le classement général à la 3e position à seulement sept points du leader. Les trois courses suivantes, il termine respectivement 4e, 6e et 4e. Il renoue ensuite avec le podium et enchaine par trois 2e places en Grande-Bretagne, à Misano et à Aragon où il prend la 1re place du championnat grâce à la chute de leader provisoire Jack Miller. Le Grand Prix suivant, il remporte sa 3e victoire de la saison au Japon et garde la tête du championnat en creusant un écart de 25 points sur son rival. Il termine 2e en Australie derrière Jack Miller qui lui reprend cinq points. Lors de l'avant dernière course de la saison qui a lieu sur le Circuit international de Sepang, Álex finit 5e et garde la 1re place du classement pour onze points. En terminant 3e à Valence, il est sacré Champion du monde Moto3 2014 avec 278 points et seulement deux points d'avance sur l'Australien Jack Miller, vainqueur de la course. Álex et son frère Marc vont établir un record inédit dans l'histoire de la moto : devenir champion du monde la même année.

## Moto2
Álex porte le no 73 (96 (année de naissance) - 23 (jour de naissance)) car le no 12 est déjà pris par le pilote suisse Thomas Lüthi.
Il rejoint la catégorie Moto2 en signant pour deux ans avec l'équipe EG 0,0 Marc VDS aux côtés du champion du monde Moto2 en titre et ami Esteve Rabat. Álex commence la saison 2015 dans les points avec une 11e place au Qatar puis deux 15e place en Amérique et en Argentine. Lors du Grand Prix moto d'Espagne, il entre pour la première fois dans le top 10 avec une 9e place. Il chute au Grand Prix moto de France dans son 4e tour puis finit 12e, 11e et 9e les trois courses suivantes. Il fait son plus mauvais résultat de la saison avec une 18e position lors du Grand Prix moto d'Allemagne, ensuite il termine 10e sur le circuit Indianapolis Motor Speedway. En République tchèque, Álex obtient le meilleur résultat de sa saison en décrochant une belle 4e place et réédite sa performance deux semaines plus tard sur le Silverstone Circuit en se battant pour le podium face à son coéquipier Esteve Rabat. Malheureusement, il enregistre deux abandons au Grand Prix moto de Saint-Marin et au Grand Prix moto d'Aragon puis termine 18e au Japon. Sur le Phillip Island Grand Prix Circuit, il finit 9e et chute à nouveau en Malaisie. Lors du dernier Grand Prix de la saison à Valence, Álex obtient une 12e position et termine 14e au général avec 73 points.
Álex entame mal la saison 2016 avec une chute dès la première manche disputé au Qatar, puis une autre sur le circuit Autódromo Termas de Río Hondo. Il termine à la 11e place lors du Grand Prix moto des Amériques et enchaine avec deux abandons consécutifs. Il tombe à nouveau au Mugello en s'accrochant avec Luca Marini, le demi-frère de Valentino Rossi, mais grâce à un drapeau rouge, il peut prendre le deuxième départ et finit aux portes des points à la 16e position. Comme lors du Grand Prix précédent, Álex fait une nouvelle chute mais parvient à repartir et se classe 18e de son Grand Prix national. À Assen, il obtient son premier top 10 de la saison avec une 8e place mais il abandonne de nouveau sur le circuit du Sachsenring. 6e à Spielberg (Autriche) et 7e à Brno. Il retombe dans ses travers en Grande-Bretagne où il chute et franchit la ligne d'arrivée en 25e position. Le Grand Prix suivant, il finit 10e. Sur le circuit Ciudad del Motor de Aragón, Álex goûte pour la première fois de sa carrière en Moto2 aux joies du podium avec une 2e place. Malheureusement, il tombe au Japon et ne participe pas à la course en Australie à cause d'une chute en qualification avec Julián Simón. La semaine suivante, il finit 7e à Sepang. À Valence (Espagne), il abandonne la course souffrant du syndrome des loges. Álex se classe 13e au général avec 69 points. C'est sa pire saison à cause de ses nombreux abandons.
Toujours avec l'équipe EG 0,0 Marc VDS, Álex commence bien sa saison 2017 avec un top 5 lors du Grand Prix moto du Qatar, puis tombe dans le dernier tour en Argentine alors qu'il était en 2e position mais arrive à rallier l'arrivée à la 21e place. Au Grand Prix suivant disputé à Austin (Texas), il fait de nouveau un top 5 en terminant 4e. Le 7 mai 2017, Álex s'impose pour la première fois dans la catégorie en partant de sa première pole position sur le circuit permanent de Jerez. Lors de la FP3 en France, il se fracture le cinquième métatarse mais termine malgré tout 4e de la course. Sur le circuit du Mugello, il se classe 3e après une fantastique bataille avec le Suisse Thomas Lüthi et l'Italien Mattia Pasini, vainqueur de la course. À Montmeló, il remporte la course en démarrant de la pole position comme à Jerez de la Frontera devant son public. Sixième à Assen, il subit une lourde chute dans les premiers tours du Grand Prix moto d'Allemagne et se fracture l'apophyse épineuse d'une vertèbre cervicale mais a un mois pour se remettre grâce à la trêve estivale. Il termine 2e d'une course de six tours disputée à Brno puis réitère cette 2e place la semaine suivante en Autriche après un duel qu'il remporte face à Thomas Lüthi. Alors qu'il est en tête de la course du Grand Prix moto de Grande-Bretagne, il tombe, sept tours avant la fin, mais parvient à repartir et termine à la 14e place. Lors de la FP1 du Grand Prix moto de Saint-Marin, il chute et a une petite fracture au niveau du bassin. Il doit malheureusement déclarer forfait.
Le 16 juin 2019, Álex Márquez part en sixième position du Grand Prix de Catalunya de Moto2. Il prendra rapidement la tête de la course avant de s'imposer devant Tom Lüthi et Jorge Navarro.
Il gagnera cinq fois cette saison-là et remporte le titre de champion du monde Moto2, après celui de Moto3 en 2014.

## MotoGP
Après un début de saison difficile, Álex Márquez a créé la surprise lors du Grand Prix de France, sur le circuit Bugatti du Mans en accrochant la deuxième place, finissant derrière l'Italien Danilo Petrucci sur Ducati.
L'Espagnol recréera la surprise lors du Grand Prix d'Aragon sur le circuit du Motorland en finissant de nouveau à la deuxième place derrière l'Espagnol Álex Rins sur Suzuki. sans jamais avoir pu compter sur le soutien en présentiel de son frère Marc blessé dès la 1re course. Marc sera un soutien et un conseil à distance et bien sûr Álex continue d’avoir son père à ses côtés. Álex terminera la saison à la 14e place.

## Statistiques en Grand Prix

### Statistiques par saison
(Mise à jour après le Grand Prix moto solidaire de Barcelone 2024)
| Année | Cat.   | Équipe                        | Moto        | GP  | Victoires | Podiums | Poles | M. tours | Points | Position | Titres |
| ----- | ------ | ----------------------------- | ----------- | --- | --------- | ------- | ----- | -------- | ------ | -------- | ------ |
| 2012  | Moto3  | Estrella Galicia 0,0          | Suter-Honda | 11  | 0         | 0       | 0     | 1        | 27     | 20e      |        |
| 2013  | Moto3  | Estrella Galicia 0,0          | KTM         | 17  | 1         | 5       | 0     | 3        | 213    | 4e       |        |
| 2014  | Moto3  | Estrella Galicia 0,0          | Honda       | 18  | 3         | 10      | 3     | 3        | 278    | 1re      | 1      |
| 2015  | Moto2  | Estrella Galicia 0,0 Marc VDS | Kalex       | 18  | 0         | 0       | 0     | 0        | 73     | 14e      |        |
| 2016  | Moto2  | Estrella Galicia 0,0 Marc VDS | Kalex       | 17  | 0         | 1       | 0     | 0        | 69     | 13e      |        |
| 2017  | Moto2  | Estrella Galicia 0,0 Marc VDS | Kalex       | 17  | 3         | 6       | 3     | 3        | 201    | 4e       |        |
| 2018  | Moto2  | Estrella Galicia 0,0 Marc VDS | Kalex       | 18  | 0         | 6       | 3     | 2        | 173    | 4e       |        |
| 2019  | Moto2  | Estrella Galicia 0,0 Marc VDS | Kalex       | 18  | 5         | 10      | 6     | 5        | 262    | 1re      | 1      |
| 2020  | MotoGP | Repsol Honda Team             | Honda       | 14  | 0         | 2       | 0     | 0        | 74     | 14e      |        |
| 2021  | MotoGP | LCR Honda Castrol             | Honda       | 18  | 0         | 0       | 0     | 0        | 70     | 16e      |        |
| 2022  | MotoGP | LCR Honda Castrol             | Honda       | 20  | 0         | 0       | 0     | 0        | 50     | 17e      |        |
| 2023  | MotoGP | Gresini Racing MotoGP         | Ducati      | 17  | 0         | 2       | 1     | 2        | 177    | 9e       |        |
| 2024  | MotoGP | Gresini Racing MotoGP         | Ducati      | 20  | 0         | 1       | 0     | 0        | 173    | 8e       |        |
| Total |        |                               |             | 224 | 12        | 43      | 16    | 19       | 1840   |          | 2      |

*Saison en cours.

### Statistiques par catégorie
(Mise à jour après le Grand Prix moto solidaire de Barcelone 2024)
| Catégorie | Année     | 1er GP   | 1er Podium | 1re Victoire | Courses | Victoires | Podiums | Poles | M. tours | Points | Titres |
| --------- | --------- | -------- | ---------- | ------------ | ------- | --------- | ------- | ----- | -------- | ------ | ------ |
| Moto3     | 2012-2014 | QAT 2012 | IND 2013   | JPN 2013     | 46      | 4         | 15      | 3     | 7        | 518    | 1      |
| Moto2     | 2015-2019 | QAT 2015 | ARA 2016   | ESP 2017     | 88      | 8         | 23      | 12    | 10       | 778    | 1      |
| MotoGP    | 2020-     | ESP 2020 | FRA 2020   | ESP 2025     | 93      | 1         | 9       | 1     | 2        | 640    | 0      |
| Total     | 2012-     |          |            |              | 227     | 13        | 47      | 16    | 19       | 1936   | 2      |

## Résultats détaillés
| Sais | Cat    | Moto        | 1       | 2       | 3       | 4       | 5       | 6       | 7      | 8       | 9        | 10      | 11      | 12       | 13      | 14      | 15      | 16       | 17       | 18      | 19     | 20     | 21  | 22  | Clas | Pts  |
| ---- | ------ | ----------- | ------- | ------- | ------- | ------- | ------- | ------- | ------ | ------- | -------- | ------- | ------- | -------- | ------- | ------- | ------- | -------- | -------- | ------- | ------ | ------ | --- | --- | ---- | ---- |
| 2012 | Moto3  | Suter-Honda | QAT     | SPA 12  | POR 15  | FRA     | CAT 6   | GBR     | NED    | GER     | ITA      | IND Ab. | CZE 21  | RSM Ab.  | ARA 15  | JPN 14  | MAL 14  | AUS 9    | VAL Ab.  |         |        |        |     |     | 20e  | 27   |
| 2013 | Moto3  | KTM         | QAT 4   | AME Ab. | SPA 23  | FRA 5   | ITA 5   | CAT 4   | NED 5  | GER 5   | IND 2    | CZE 5   | GBR 3   | RSM 3    | ARA 3   | MAL 4   | AUS 4   | JPN 1    | VAL 4    |         |        |        |     |     | 4e   | 213  |
| 2014 | Moto3  | Honda       | QAT 2   | AME Ab. | ARG 2   | SPA 7   | FRA 5   | ITA Ab. | CAT 1  | NED 1   | GER 4    | IND 6   | CZE 4   | GBR 2    | RSM 2   | ARA 2   | JPN 1   | AUS 2    | MAL 5    | VAL 3   |        |        |     |     | 1er  | 278  |
| 2015 | Moto2  | Kalex       | QAT 11  | AME 15  | ARG 15  | SPA 9   | FRA Ab. | ITA 12  | CAT 11 | NED 9   | GER 18   | IND 10  | CZE 4   | GBR 4    | RSM Ab. | ARA Ab. | JPN 18  | AUS 9    | MAL Ab.  | VAL 12  |        |        |     |     | 14e  | 73   |
| 2016 | Moto2  | Kalex       | QAT Ab. | ARG Ab. | AME 11  | SPA Ab. | FRA Ab. | ITA 16  | CAT 18 | NED 8   | GER Ab.  | AUT 6   | CZE 5   | GBR 25   | RSM 10  | ARA 2   | JPN Ab. | AUS DNS  | MAL 7    | VAL Ab. |        |        |     |     | 13e  | 69   |
| 2017 | Moto2  | Kalex       | QAT 5   | ARG 21  | AME 4   | SPA 1   | FRA 4   | ITA 3   | CAT 1  | NED 6   | GER Ab.  | CZE 2   | AUT 2   | GBR 14   | RSM DNS | ARA Ab. | JPN 1   | AUS 6    | MAL Ab.  | VAL 5   |        |        |     |     | 4e   | 201  |
| 2018 | Moto2  | Kalex       | QAT 3   | ARG 5   | AME 2   | SPA Ab. | FRA 2   | ITA 5   | CAT 3  | NED 3   | GER 13   | CZE Ab. | AUT Ab. | GBR -    | RSM 18  | ARA 4   | THA Ab. | JPN 4    | AUS 7    | MAL 7   | VAL 3  |        |     |     | 4e   | 173  |
| 2019 | Moto2  | Kalex       | QAT 7   | ARG 3   | AME 5   | SPA 24  | FRA 1   | ITA 1   | CAT 1  | NED Ab. | GER 1    | CZE 1   | AUT 2   | GBR Ab.  | RSM 3   | ARA 3   | THA 5   | JPN 6    | AUS 8    | MAL 2   | VAL 30 |        |     |     | 1er  | 262  |
| 2020 | MotoGP | Honda       | ESP 12  | AND 8   | CZE 15  | AUT 14  | STY 16  | RSM 17  | EMR 7  | CAT 13  | FRA 2    | ARA 2   | TER Ab. | EUR Ab.  | VAL 16  | POR 9   |         |          |          |         |        |        |     |     | 14e  | 74   |
| 2021 | MotoGP | Honda       | QAT Ab. | DOA Ab. | POR 8   | ESP Ab. | FRA 6   | ITA 14  | CAT 11 | GER Ab. | NED 14   | STY 9   | AUT 9   | GBR 8    | ARA Ab. | RSM 15  | AME 12  | EMR Ab.  | ALG 4    | VAL 13  |        |        |     |     | 16e  | 70   |
| 2022 | MotoGP | Honda       | QAT Ab. | IND 13  | ARG 15  | AME Ab. | POR 7   | ESP 13  | FRA 14 | ITA 14  | CAT 10   | GER Ab. | NED 15  | GBR 17   | AUT 14  | RSM 10  | ARA 12  | JPN 13   | THA 8    | AUS Ab. | MAL 17 | VAL 17 |     |     | 17e  | 50   |
| 2023 | MotoGP | Ducati      | POR 59  | ARG 35  | AME Ab. | ESP 8   | FRA Ab. | ITA Ab. | ALL 78 | NED 69  | GBR Ab.1 | AUT 54  | CAT 6   | RSM 119  | IND DNS | JPN     | IND DNS | AUS 9    | THA Ab.8 | MAL 21  | QAT 64 | VAL 68 |     |     | 9e   | 177  |
| 2024 | MotoGP | Ducati      | QAT 67  | POR Ab. | AME 15  | ESP 4   | FRA 10  | CAT 7   | ITA 98 | NED 78  | ALL 39   | GBR 76  | AUT 10  | ARA Ab.4 | RSM 6   | EMI 9   | INA Ab. | JPN Ab.7 | AUS 15   | THA 105 | MAL 4  | SOL 45 |     |     | 9e   | 173  |
| 2025 | MotoGP | Ducati      | THA 2   | ARG 2   | AME 2   | QAT 62  | ESP 12  | FRA     | GBR    | ARA     | ITA      | NED     | ALL     | TCH      | AUT     | HON     | CAT     | RSM      | JPN      | IND     | AUS    | MAL    | POR | VAL | 1er* | 140* |

*Saison en cours

## Palmarès
- 2004 : Vice-champion Promo RACC 50
- 2005 : Champion Promo RACC 50
- 2006 : 5e Promo RACC 70
- 2007 : Vice-champion Promo RACC 70

- Champion de Catalogne 125
- 2008 : 3e du championnat de Catalogne 125
- 2009 : Vice-champion de Catalogne 125
- 2010 : 11e du CEV 125 (Honda)
- 2011 : Vice-champion CEV 125 (Honda)
- 2012 : 20e du championnat du monde Moto3

- Champion CEV Moto3 (Suter)
- 2013 : 4e du Championnat du monde Moto3 (KTM)

- Rookie of the Year
- 2014 : Champion du monde Moto3 (Honda)
- 2015 : 14e du championnat du monde Moto2
- 2016 : 13e du championnat du monde Moto2
- 2017 : 4e du championnat du monde Moto2
- 2018 : 4e du championnat du monde Moto2
- 2019 : Champion du monde Moto2 (Kalex)

### Victoires en Moto3: 4
| Année | Lieu du Grand Prix           | Circuit              | Ville     |
| ----- | ---------------------------- | -------------------- | --------- |
| 2013  | Grand Prix moto du Japon     | Twin Ring Motegi     | Motegi    |
| 2014  | Grand Prix moto de Catalogne | Circuit de Barcelone | Barcelone |
| 2014  | Grand Prix moto des Pays-Bas | Circuit d'Assen      | Assen     |
| 2014  | Grand Prix moto du Japon     | Twin Ring Motegi     | Motegi    |

### Victoires en Moto2: 8
| Année | Lieu du Grand Prix                    | Circuit                    | Ville                |
| ----- | ------------------------------------- | -------------------------- | -------------------- |
| 2017  | Grand Prix moto d'Espagne             | Circuit permanent de Jerez | Jerez de la Frontera |
| 2017  | Grand Prix moto de Catalogne          | Circuit de Barcelone       | Barcelone            |
| 2017  | Grand Prix moto du Japon              | Twin Ring Motegi           | Motegi               |
| 2019  | Grand Prix moto de France             | Circuit Bugatti            | Le Mans              |
| 2019  | Grand Prix moto d'Italie              | Circuit du Mugello         | Florence             |
| 2019  | Grand Prix moto de Catalogne          | Circuit de Barcelone       | Barcelone            |
| 2019  | Grand Prix moto d'Allemagne           | Sachsenring                | Hohenstein-Ernstthal |
| 2019  | Grand Prix moto de République tchèque | Circuit de Masaryk         | Brno                 |

### Victoire en MotoGP: 1
| Année | Lieu du Grand Prix        | Circuit                    | Ville                |
| ----- | ------------------------- | -------------------------- | -------------------- |
| 2025  | Grand Prix moto d'Espagne | Circuit permanent de Jerez | Jerez de la Frontera |